# كباب اتصال
كباب اتصال هو فيلم من نوع كوميديا أُصدر في 30 أكتوبر 2004. الفيلم من توزيع شركة يونيفيرسال فيلم، وهو من إخراج انو ساول، أما السيناريو فكان من كتابة فاتح اكين وروث توما وجان بيرغر (كاتب) وRalph Schwingel ‏ وانو ساول.

## القصة
تقع أحداث الفيلم في ألمانيا.

## طاقم التمثيل
- جيم اكين  [لغات أخرى]‏
- Fahri Yardım [الإنجليزية]‏
- نعمان عكار
- ارنست هوسمان  [لغات أخرى]‏
- Irshad Panjatan [الإنجليزية]‏
- كيدا خضور رمضان
- ايمانويل بيتنكور  [لغات أخرى]‏
- جوفن كيراك
- حسن علي ميتي  [لغات أخرى]‏
- Jacob Weigert  [لغات أخرى]‏
- اندريا بولا بول  [لغات أخرى]‏
- نورسيل كوس
- نورا تشيرنير
- سبيل كيكيلي
- آدم بوسدكوس
- دينيس موسكيتو
- Barbara Focke  [لغات أخرى]‏
- عدنان مارال

## الإنتاج
موسيقى الفيلم التصويرية كانت من تأليف Marcel Barsotti ‏.

## وصلات خارجية
- كباب اتصال على موقع IMDb (الإنجليزية)
- كباب اتصال على موقع روتن توميتوز (الإنجليزية)
- كباب اتصال على موقع نتفليكس (الإنجليزية)
- كباب اتصال على موقع ألو سيني (الفرنسية)
- كباب اتصال على موقع أول موفي (الإنجليزية)
- كباب اتصال على موقع فيلمافينيتي (الإسبانية)
- كباب اتصال على موقع قاعدة بيانات الأفلام السويدية (السويدية)
- كباب اتصال على موقع قاعدة بيانات الفيلم (الإنجليزية)
- كباب اتصال على موقع ليتربوكسد (الإنجليزية)
- كباب اتصال على موقع كينوبويسك (الروسية)